# Гербы Брянской области
Список гербов муниципальных образований Брянской области Российской Федерации.
На 1 января 2020 года в Брянской области насчитывалось 252 муниципальных образования — 6 городских округов, 26 муниципальных районов, 30 городских и 190 сельских поселений.

## Гербы городских округов
| Герб | Наименование                                   | Дата утверждения                               | Номер в ГГР |
| ---- | ---------------------------------------------- | ---------------------------------------------- | ----------- |
|      | Герб муниципального образования города Брянска | 27 апреля 2016                                 | 10000       |
|      | Герб городского округа «Город Клинцы»          | 31 января 2024                                 | 14716       |
|      | Герб Новозыбковского городского округа         | 26 декабря 2002 24 апреля 2018 14 февраля 2020 | 11867       |

| Герб | Наименование                             | Дата утверждения | Номер в ГГР |
| ---- | ---------------------------------------- | ---------------- | ----------- |
|      | Герб Сельцовского городского округа      | 25 августа 2005  | не внесён   |
|      | Герб городского округа «посёлок Климово» | 26 июня 2005     | 1952        |
|      | Герб городского округа «город Фокино»    | 25 октября 2019  | 12732       |

## Гербы муниципальных округов и районов
| Герб | Наименование                             | Дата утверждения      | Номер в ГГР |
| ---- | ---------------------------------------- | --------------------- | ----------- |
|      | Герб Жуковского муниципального округа    | 8 июня 2023 года      | 14305       |
|      | Герб Стародубского муниципального округа | 22 февраля 2011 года  | 7303        |
|      | Герб Клетнянского муниципального района  | 29 мая 2025 года      | 15280       |
|      | Герб Клинцовского муниципального района  | 29 сентября 2023 года | 14502       |
|      | Герб Мглинского муниципального района    | 27 марта 2025 года    | 15215       |
|      | Герб Суражского муниципального района    | 12 декабря 2024 года  | 15154       |

## Гербы городских поселений
| Герб | Наименование                                               | Дата утверждения | Номер в ГГР |
| ---- | ---------------------------------------------------------- | ---------------- | ----------- |
|      | Герб Дубровского городского поселения Дубровского района   | 23 февраля 1987  | не внесён   |
|      | Герб Дятьковского городского поселения Дятьковского района | 27 февраля 2020  | не внесён   |
|      | Герб Жуковского городского поселения Жуковского района     | 24 ноября 1982   | не внесён   |
|      | Герб Злынковского городского поселения Злынковского района | 10 июня 1998     | не внесён   |
|      | Герб Клетнянского городского поселения Клетнянского района | 10 июня 1998     | не внесён   |
|      | Герб Комаричского городского поселения Комаричского района | 26 декабря 2018  | 12180       |
|      | Герб Мглинского городского поселения Мглинского района     | 31 марта 2025    | 15255       |

| Герб | Наименование                                             | Дата утверждения | Номер в ГГР |
| ---- | -------------------------------------------------------- | ---------------- | ----------- |
|      | Герб Навлинского городского поселения Навлинского района | 4 апреля 1984    | не внесён   |
|      | Герб Погарского городского поселения Погарского района   | 11 марта 1987    | не внесён   |
|      | Герб Почепского городского поселения Почепского района   | 9 августа 1984   | не внесён   |
|      | Герб Суземского городского поселения Суземского района   | 13 июня 1984     | не внесён   |
|      | Герб Суражского городского поселения Суражского района   | 10 декабря 2024  | 15156       |
|      | Герб Унечского городского поселения Унечского района     | 26 ноября 1986   | не внесён   |

## Гербы сельских поселений
| Герб | Наименование                                                                    | Дата утверждения | Номер в ГГР |
| ---- | ------------------------------------------------------------------------------- | ---------------- | ----------- |
|      | Герб Аркинского сельского поселения Комаричского муниципального района          | 14 февраля 2018  | 11749       |
|      | Герб Брахловского сельского поселения Климовского муниципального района         | 5 октября 2023   | 14542       |
|      | Герб Быховского сельского поселения Комаричского муниципального района          | 25 мая 2018      | 11921       |
|      | Герб Великотопальского сельского поселения Клинцовского муниципального района   | 30 мая 2023      | 14313       |
|      | Герб Ветлевского сельского поселения Мглинского муниципального района           | 2 апреля 2025    | 15251       |
|      | Герб Влазовичского сельского поселения Суражского муниципального района         | 26 ноября 2024   | 15158       |
|      | Герб Гулёвского сельского поселения Клинцовского муниципального района          | 13 июня 2023     | 14315       |
|      | Герб Дегтяревского сельского поселения Суражского муниципального района         | 21 июня 2024     | 15048       |
|      | Герб Дубровского сельского поселения Суражского муниципального района           | 29 ноября 2024   | 15160       |
|      | Герб Игрицкого сельского поселения Комаричского муниципального района           | 24 мая 2018      | 11964       |
|      | Герб Истопского сельского поселения Климовского муниципального района           | 7 августа 2023   | 14504       |
|      | Герб Каменскохуторского сельского поселения Климовского муниципального района   | 28 ноября 2023   | 14639       |
|      | Герб Краснокосаровского сельского поселения Мглинского муниципального района    | 7 апреля 2025    | 15253       |
|      | Герб Кирилловского сельского поселения Климовского муниципального района        | 28 сентября 2023 | 14506       |
|      | Герб Коржовоголубовского сельского поселения Клинцовского муниципального района | 25 мая 2023      | 14317       |
|      | Герб Кулажского сельского поселения Суражского муниципального района            | 3 декабря 2024   | 15162       |
|      | Герб Лакомобудского сельского поселения Климовского муниципального района       | 12 сентября 2023 | 14508       |
|      | Герб Литижского сельского поселения Комаричского муниципального района          | 15 мая 2017      | 11535       |
|      | Герб Лопазненского сельского поселения Суражского муниципального района         | 22 декабря 2023  | 14718       |
|      | Герб Лопандинского сельского поселения Комаричского муниципального района       | 14 мая 2018      | 11923       |
|      | Герб Лопатенского сельского поселения Клинцовского муниципального района        | 8 июня 2023      | 14319       |

| Герб | Наименование                                                                 | Дата утверждения | Номер в ГГР |
| ---- | ---------------------------------------------------------------------------- | ---------------- | ----------- |
|      | Герб Марьинского сельского поселения Комаричского муниципального района      | 7 декабря 2017   | 11638       |
|      | Герб Медведовского сельского поселения Клинцовского муниципального района    | 18 мая 2023      | 14321       |
|      | Герб Митьковского сельского поселения Климовского муниципального района      | 15 сентября 2023 | 14510       |
|      | Герб Нивнянского сельского поселения Суражского муниципального района        | 24 мая 2024      | 15050       |
|      | Герб Новоропского сельского поселения Климовского муниципального района      | 21 сентября 2023 | 14512       |
|      | Герб Новоюрковичского сельского поселения Климовского муниципального района  | 24 октября 2023  | 14544       |
|      | Герб Овстугского сельского поселения Жуковского муниципального района        | 27 апреля 2018   | 11873       |
|      | Герб Овчинского сельского поселения Суражского муниципального района         | 25 сентября 2024 | 15079       |
|      | Герб Первомайского сельского поселения Клинцовского муниципального района    | 13 июня 2023     | 14323       |
|      | Герб Плавенского сельского поселения Климовского муниципального района       | 15 сентября 2023 | 14514       |
|      | Герб Рековичского сельского поселения Дубровского муниципального района      | 11 августа 2017  | 11595       |
|      | Герб Рожновского сельского поселения Клинцовского муниципального района      | 12 мая 2023      | 14325       |
|      | Герб Сачковичского сельского поселения Климовского муниципального района     | 18 сентября 2023 | 14516       |
|      | Герб Симонтовского сельского поселения Мглинского муниципального района      | 3 апреля 2025    | 15257       |
|      | Герб Смолевичского сельского поселения Клинцовского муниципального района    | 25 мая 2023      | 14327       |
|      | Герб Смотровобудского сельского поселения Клинцовского муниципального района | 14 июня 2023     | 14329       |
|      | Герб Сытобудского сельского поселения Климовского муниципального района      | 22 августа 2023  | 14518       |
|      | Герб Усожского сельского поселения Комаричского муниципального района        | 21 февраля 2018  | 11751       |
|      | Герб Хороменского сельского поселения Климовского муниципального района      | 30 октября 2023  | 14546       |
|      | Герб Челховского сельского поселения Климовского муниципального района       | 5 октября 2023   | 14548       |
|      | Герб Чуровичского сельского поселения Климовского муниципального района      | 24 октября 2023  | 14550       |